# Relais 4 x 100 mètres nage libre mixte aux championnats du monde de natation 2024
Ne doit pas être confondu avec Relais 4 x 100 mètres nage libre féminin aux championnats du monde de natation 2024 ou Relais 4 x 100 mètres nage libre masculin aux championnats du monde de natation 2024.
Le relais 4 x 100 mètres nage libre mixte est une épreuve de natation sportive des championnats du monde de natation 2024. Elle a lieu le 17 février 2024 à Doha au Qatar.

## Records
Avant cette compétition, les records dans cette discipline étaient :
| Record du monde       | 3 min 18 s 83 | Australie | 29 juillet 2023 | Fukuoka, Japon |
| Record du championnat | 3 min 18 s 83 | Australie | 29 juillet 2023 | Fukuoka, Japon |

## Résultats détaillés
Les 8 meilleurs temps se qualifient en finale (Q).

### Séries
| Rang | Série | Ligne | Pays | Nageurs | Temps       | Temps  | Commentaire |
| Rang | Série | Ligne | Pays | Nageurs | Individuels | Global | Commentaire |
| ---- | ----- | ----- | ---- | ------- | ----------- | ------ | ----------- |
| 1    |       |       |      |         |             |        | Q           |
| 2    |       |       |      |         |             |        | Q           |
| 3    |       |       |      |         |             |        | Q           |
| 4    |       |       |      |         |             |        | Q           |
| 5    |       |       |      |         |             |        | Q           |
| 6    |       |       |      |         |             |        | Q           |
| 7    |       |       |      |         |             |        | Q           |
| 8    |       |       |      |         |             |        | Q           |
| 9    |       |       |      |         |             |        |             |
| 10   |       |       |      |         |             |        |             |
| 11   |       |       |      |         |             |        |             |
| 12   |       |       |      |         |             |        |             |
| 13   |       |       |      |         |             |        |             |
| 14   |       |       |      |         |             |        |             |
| 15   |       |       |      |         |             |        |             |
| 16   |       |       |      |         |             |        |             |

### Finale
| Rang               | Ligne | Pays       | Nageurs                                                          | Temps                   | Temps   | Commentaire   |
| Rang               | Ligne | Pays       | Nageurs                                                          | Individuels             | Global  | Commentaire   |
| ------------------ | ----- | ---------- | ---------------------------------------------------------------- | ----------------------- | ------- | ------------- |
| Médaille d'or      | 4     | Chine      | Pan Zhanle Wang Haoyu Li Bingjie Yu Yiting                       | 47.29 47.41 53.11 53.37 | 3:21.18 | Record d'Asie |
| Médaille d'argent  | 3     | Australie  | Kai James Taylor Jack Cartwright Shayna Jack Brianna Throssell   | 48.01 47.90 52.38 53.49 | 3:21.78 |               |
| Médaille de bronze | 2     | États-Unis | Hunter Armstrong Matt King Claire Curzan Kate Douglass           | 47.83 47.78 53.82 52.85 | 3:22.28 |               |
| 4                  | 5     | Canada     | Finlay Knox Javier Acevedo Taylor Ruck Rebecca Smith             | 48.79 47.58 53.28 54.14 | 3:23.79 |               |
| 5                  | 2     | Italie     | Alessandro Miressi Manuel Frigo Sofia Morini Chiara Tarantino    | 48.06 48.06 54.23 54.05 | 3:24.40 |               |
| 6                  | 7     | Pays-Bas   | Stan Pijnenburg Caspar Corbeau Kira Toussaint Marrit Steenbergen | 48.84 49.05 54.51 52.74 | 3:25.14 |               |
| 7                  | 1     | Slovaquie  | Matej Dusa Tibor Tristan Lillian Slusna Teresa Ivan              | 49.37 50.32 55.17 55.02 | 3:29.88 |               |
| 8                  | 8     | Hong Kong  | Shiu Yue Lau Ian Ho Camille Cheng Hoi Lam Tam                    | 52.24 48.66 54.71 55.52 | 3:31.13 |               |